# Élections législatives luxembourgeoises de 1914
Les élections législatives de 1914 ont eu lieu au scrutin indirect le 9 juin 1914 afin de renouveler trente-et-un des cinquante-deux membres de la Chambre des députés. 
Les électeurs des cantons d'Esch-sur-Alzette et de Luxembourg-Campagne se rendent aux urnes afin d'élire un treizième et huitième député respectivement en raison de l'accroissement de la population dans ces cantons. Le canton de Mersch perd quant à lui un siège de député.

## Composition de la Chambre des députés
| Circonscription     | Sièges | Députés                  |
| ------------------- | ------ | ------------------------ |
| Echternach          | 3      | Mathias Huss (lb)        |
| Echternach          | 3      | François Kries           |
| Echternach          | 3      | Lamoral de Villers       |
| Esch-sur-Alzette    | 13     | Albert Clemang           |
| Esch-sur-Alzette    | 13     | Charles Hoffmann         |
| Esch-sur-Alzette    | 13     | Léon Metz (lb)           |
| Esch-sur-Alzette    | 13     | Charles Krombach         |
| Esch-sur-Alzette    | 13     | Auguste Flesch           |
| Esch-sur-Alzette    | 13     | Edmond Müller            |
| Esch-sur-Alzette    | 13     | Léon Metzler (lb)        |
| Esch-sur-Alzette    | 13     | Jean Schortgen (lb)      |
| Esch-sur-Alzette    | 13     | Aloyse Kayser (lb)       |
| Esch-sur-Alzette    | 13     | Jean-Pierre Michels (lb) |
| Esch-sur-Alzette    | 13     | Émile Mark               |
| Esch-sur-Alzette    | 13     | Joseph Thorn             |
| Esch-sur-Alzette    | 13     | Michel Welter            |
| Luxembourg-Campagne | 8      | Maurice Pescatore        |
| Luxembourg-Campagne | 8      | Auguste Laval (lb)       |
| Luxembourg-Campagne | 8      | Norbert Le Gallais (lb)  |
| Luxembourg-Campagne | 8      | Joseph Palgen            |
| Luxembourg-Campagne | 8      | Emile Bastian (lb)       |
| Luxembourg-Campagne | 8      | Émile Reuter             |
| Luxembourg-Campagne | 8      | Adolphe Schmit           |
| Luxembourg-Campagne | 8      | Paul Mayrisch            |
| Mersch              | 2      | Alphonse Eichhorn (lb)   |
| Mersch              | 2      | Nicolas Ludovicy         |
| Remich              | 2      | Joseph Faber             |
| Remich              | 2      | Théodore Flammang        |
| Wiltz               | 3      | Michel Weynandy          |
| Wiltz               | 3      | Michel Meyers            |
| Wiltz               | 3      | Alphonse Neyens          |